# (157491) Rüdigerkollar
(157491) Rüdigerkollar ist ein Asteroid des Hauptgürtels, der am 8. September 2005 von Martin Fiedler vom Astroclub Radebeul e.V. an der Volkssternwarte Adolph Diesterweg in Radebeul entdeckt wurde.
Der Asteroid wurde am 22. Januar 2008 nach dem Gründer der Volkssternwarte Adolph Diesterweg, Rüdiger Kollar, benannt.